# Смит, Пол (боксёр)
Пол Смит (англ. Paul Smith Jr.; род. 6 октября 1982; Ливерпуль, Мерсисайд, Англия, Великобритания) — британский боксёр-профессионал. Бывший претендент на титул чемпиона мира по версии WBO. Бывший обладатель титулов чемпиона по версии WBA International (2009), чемпиона Великобритании по версии BBBofC (2009—2010, 2013—2014) во втором среднем весе. Известный британский комментатор боксёрских матчей.

## Профессиональная карьера
Дебютировал на профессиональном ринге в апреле 2003 года, одержав победу над соотечественником Говардом Кларком.

### Бой с Андре Уордом
20 июня 2015 года после практически двухлетнего вынужденного перерыва Андре Уорд вернулся на ринг. Его соперником стал британец Пол Смит. В бою Уорд постепенно наращивал своё преимущество раунд за раундом. Смит же весь бой провёл в пассивной манере, спрятавшись за блоком. Каждый раунд был похож на предыдущий, с большим преимуществом Уорда. Начиная с 7 раунда Уорд взвинтил темп и начал вкладываться в удары. У Смита появилось рассечение над левым глазом. В 9 раунде Смит пропустил много чистых силовых ударов, в итоге, угол британца выбросил полотенце. Таким образом, Уорд выиграл техническим нокаутом и успешно вернулся на ринг.

## Статистика боёв
В таблице перечислены результаты всех поединков боксёров.
В каждой строке указан результат поединка. Дополнительно номер поединка обозначен цветом, который обозначает итог поединка. Расшифровка обозначений и цветов представлена в нижеследующей таблице.
| Пример | Расшифровка                     |
| ------ | ------------------------------- |
|        | Победа                          |
|        | Ничья                           |
|        | Поражение                       |
|        | Планируемый поединок            |
|        | Поединок признан несостоявшимся |
| КО     | Нокаут                          |
| ТКО    | Технический нокаут              |
| PTS    | Решение судей (по очкам)        |
| UD     | Единогласное решение судей      |
| MD     | Решение большинства судей       |
| SD     | Раздельное решение судей        |
| RTD    | Отказ от продолжения боя        |
| DQ     | Дисквалификация                 |
| NC     | Поединок признан несостоявшимся |

| Бой | Дата             | Соперник                    | Место проведения                             | Результат        | Примечание |
| --- | ---------------- | --------------------------- | -------------------------------------------- | ---------------- | --- |
| 45  | 17 июня 2017     | Тайрон Цойге (20-0-1)       | Потсдам, Бранденбург, Германия               | UD (12)          | Счёт: 108-119, 108-119, 108-119. Бой за титулы чемпиона мира по версии WBA во 2-м среднем весе (2-я защита Цойге). |
| 44  | 10 сентября 2016 | Даниэль Реги (28-13)        | О2 Арена, Лондон, Великобритания             | TKO 5 (6), 2:16  | |
| 43  | 29 мая 2016      | Бартоломей Графка (17-20-3) | Ливерпуль, Мерсисайд, Великобритания         | PTS (6)          | Счёт: 59-55. |
| 42  | 7 мая 2016       | Бронислав Кубин (18-18-2)   | Манчестер, Ланкашир, Великобритания          | TKO 3 (6), 0:25  | |
| 41  | 20 июня 2015     | Андре Уорд (27-0)           | Оракл-арена, Окленд, Калифорния, США         | TKO 9 (12), 1:46 | |
| 40  | 21 февраля 2015  | Артур Абрахам (41-4)        | O2 World Arena, Берлин, Германия             | UD (12)          | Бой за титул чемпиона мира по версии WBO во 2-м среднем весе. Счёт: 112—116, 111—117, 111—117.                     |
| 39  | 27 сентября 2014 | Артур Абрахам (40-4)        | Sparkassen-Arena, Киль, Германия             | UD (12)          | Бой за титул чемпиона мира по версии WBO во 2-м среднем весе. Счёт: 111—117, 109—119, 111—117.                     |
| 38  | 17 мая 2014      | Давид Сарабия (7-3-2)       | Кардифф, Уэльс, Великобритания               | TKO 2 (8), 1:17  | |
| 37  | 14 декабря 2013  | Джейми Амблер (10-52-2)     | ExCeL, Лондон, Англия, Великобритания        | PTS (6)          | Счёт: 60-54. |
| 36  | 29 июня 2013     | Тони Додсон (29-7-1)        | Болтон, Англия, Великобритания               | TKO 6 (12), 2:31 | Завоевал вакантными титул чемпиона Великобритании по версии BBBofC во 2-м среднем весе.                            |
| 35  | 9 ноября 2012    | Томми Толан (4-12-1)        | Ливерпуль, Англия, Великобритания            | RTD 4 (6), 3:00  | |
| 34  | 5 ноября 2011    | Джордж Гроувс (13-0)        | Уэмбли Арена, Лондон, Англия, Великобритания | TKO 2 (12), 1:18 | Бой за титулы чемпиона Великобритании и чемпиона Содружества Наций по версии BBBofC во 2-м среднем весе.           |
| Бой | Дата             | Соперник                    | Место проведения                             | Результат        | Примечание |

## Семья
Пол Смит является одним из четырёх братьев в своей семье, каждый из которых является боксёром: Пол Смит (1982 г.р.), Стивен Смит (1985 г.р.), Лиам Смит (1988 г.р.) и Каллум Смит (1990 г.р.).